# 眠狂四郎円月殺法 (1982年のテレビドラマ)
『眠狂四郎円月殺法』（ねむりきょうしろう えんげつさっぽう）は、1982年（昭和57年）11月24日 - 1983年（昭和58年）3月30日にテレビ東京系列で毎週水曜日の21:00 - 21:54に放映された連続時代劇。
片岡孝夫（15代目片岡仁左衛門）主演。
全19回で初回は2時間スペシャル。

## 概要
「眠狂四郎 孤剣五十三次」を原作とする、片岡孝夫主演によるシリーズ。

## あらすじ
物語の発端は、元旦に将軍祝賀の儀式に出席しない西国大名。薩摩を中心とする西国13藩の幕府に対する謀議に気づいた老中水野越前守は、側用人武部仙十郎に、眠狂四郎を西国13藩の謀議を探らすよう命じる。狂四郎は、幕府と西国13藩の闇のたたかいに興味を持ち、東海道五十三次の旅に出る。謀議に加わった西国13藩は、様々な形で狂四郎の命を狙う。
宿場、宿場の特徴、風物、人情をストーリーの中に織り交ぜながら、宿場ごとに巻き起こる事件を、無想正宗をもって狂四郎は毎回解決していく。

## キャスト
- 眠狂四郎…片岡孝夫（15代目片岡仁左衛門）
- お蘭…松尾嘉代
- 金八…火野正平
- 武部仙十郎…小松方正
- 調所笑左衛門…安部徹
- 都田水心…岸部シロー
- 海老原蔵人…伊吹吾郎
- 島本半三郎…関根大学
- 森田周之助…鶴田耕裕
- 松浦与一郎…片岡松之助

- ナレーター…佐藤慶

## スタッフ
- 企画：神山安平（テレビ東京）、大塚貞夫（歌舞伎座テレビ）
- プロデューサー：犬飼佳春(テレビ東京)、小久保章一郎、沢克純(歌舞伎座テレビ)、佐々木康之
- 原作：柴田錬三郎
- 脚本：「放映リスト（サブタイトルリスト）」参照
- 監督：「放映リスト（サブタイトルリスト）」参照
- 音楽：岩代浩一
- 製作協力：京都映画株式会社
- 製作：テレビ東京、歌舞伎座テレビ

## 放映リスト（サブタイトルリスト）
| 話数 | 放送日      | サブタイトル                                  | 脚本              | 監督       | ゲスト出演 |
| ---- | ----------- | --------------------------------------------- | ----------------- | ---------- | --- |
| 1    | 1982/ 11/24 | 女地獄やわ肌炎上剣 -江戸の巻- （初回2時間SP） | 津田幸於          | 大洲斉     | お芳：行友勝江、宗錫烈：高木二朗、 竜元：信実一徳、徳兵衛：堀内一市、 唐津屋：永野辰弥、お光：加川綾女、 佐平次：山本一郎、岡部美濃守：水上保広、 中丘左衛門：沖ときお、季花：岡部啓子、 季敏：田村恵子、侍：高木吉治、 侍：扇田喜久一、佐知：竹下景子                                                     |
| 2    | 1982/ 12/1  | 女体いけにえ無情剣 -神奈川・横浜村-           | 和久田正明        | 皆元洋之助 | お浜：范文雀、丈吉：高峰圭二、 久蔵：若宮隆士、柴山外記：波田久夫、 甚六：千葉敏郎、 ミケーレ：ディック・エムハイハース、 漁師：笹吾朗、お里：桐生奈知、 武井三二、丸尾好広、木村茂、長坂保 |
| 3    | 1982/ 12/8  | みだれ肌 からくり女妖剣 -戸塚の巻-            | 鈴木生朗          | 南野梅雄   | 渡辺一閑：内田稔、三吉：丹呉克年、 弥三郎：唐沢民賢、お京：一の瀬玲奈、 おはる：月路照子、利吉：田中弘史、 古屋：丘路千、 片山：細川純一、 てる：高橋美紀、小林加奈枝、 平井靖、伊波一夫、 伊藤雅子、山岸えつ子、小川一郎、 長坂保、劇団ホリホックアカデミー                                               |
| 4    | 1982/ 12/15 | 武士道残酷多情剣 -藤沢の巻-                   | 和久田正明        | 皆元洋之助 | とき：片桐夕子、長久保忠宗：遠藤征慈、 小泉又八：草川祐馬、小泉弥一郎：大木悟郎、 おたね：人見ゆかり、和兵衛：北見唯一、 古川：滝譲二、岡島：美鷹健児、 侍者：松尾勝人、：諸木淳郎、 伊藤克美、布目真爾、長坂保                                                                                            |
| 5    | 1982/ 12/22 | 仕込み傘女郎花殺生剣 -大磯の巻-               | 鈴木生朗          | 家喜俊彦   | おしん：永島暎子、十兵衛：高野真二、 おりき：三島ゆり子、お花：久保田理絵、 勘兵衛：伝法三千雄、岸田：中村光辰、 伊藤克美、丸尾好広、平井靖、扇田喜久一、 東田達夫、富盛美江子、木村茂、小島寿 |
| 6    | 1982/ 12/29 | こぼれ花 情け無用の無頼剣 -小田原の巻-        | 津田幸於          | 家喜俊彦   | 小夜：佐藤万理、塚本伝九郎：八名信夫、 伊助：柳川清、 おりん：大川かつ子、 源太：徳田興人、 弥兵衛：野崎喜孝、彦十：東悦次、 人足：久野一夫、侍：佐波安 |
| 7    | 1983/ 1/5   | 無惨！乙女肌魔性剣 -三島の巻-                 | 木久谷清之        | 皆元洋之助 | 臥竜軒：小林稔侍、須磨：藍とも子、 小枝：小林伊津子、良左衛門：松田明、 九兵衛：須永克彦、作三：有光豊、俊芳：浜世津子、 鈴：門谷美佐、お幸：桐生奈知、 棟方洋子、北原将光、徳永まゆみ、玉野玲子、 加藤正記、深見辰二、佐々木常雄、 伊藤克美、服部明美                                                     |
| 8    | 1983/ 1/12  | 闇に光る 女吹き針無想剣 -沼津の巻-            | 津田幸於          | 皆元洋之助 | 倉本千佐：岡まゆみ、駿河屋仁兵衛：田口計、 倉本源之助：原口剛、 玄庵：山村弘三、弥十郎：筑波健、 弥藤次：重久剛一、親爺：千葉保、 和田かつら、矢野希久子、長坂保、前田一広 |
| 9    | 1983/ 1/19  | はぐれ三味線運命剣 -蒲原の巻-                 | 和久田正明        | 家喜俊彦   | 五郎蔵： 沢竜二、鶴吉：片岡孝太郎、 丑松：丹古母鬼馬二、 疋田：千葉敏郎、 小栗：山本一郎、若松：浜田雅史、 清二：下元年世、百助：日高久、お松：宮本毬子、 芝本正、真田実、加藤正記、絹川美智子、 おとは：山田五十鈴                                                                                        |
| 10   | 1983/ 1/26  | 無頼子連れ旅必殺剣 -府中の巻-                 | 鈴木生朗          | 唐順棋     | 暗闇の重兵衛：御木本伸介、おしま：北川恵、 おすみ：川崎あかね、半吉：伊東亮英、 嘉兵衛：家野繁次、道庵：北村光生、 ちよ：長谷川直子、和助：原一平、南川：加治春雄、 北村：野上哲也、梅里：田村恵子、安東：花田秀樹、 松尾勝人、平井靖、伊藤雅子、福富稔                                                    |
| 11   | 1983/ 2/2   | 姫君みだれ舞い妖艶剣 -藤枝の巻-               | 和久田正明        | 家喜俊彦   | 貴世姫： 山内絵美子、勝俣雅楽：早川雄三、 蔵三：山本昌平、松吉：水上保広、小笛：高野洋子、 早苗：白礼花、酒井：伊藤克美、 人足：森下鉄朗、人足：荻原郁三、侍：長坂保 |
| 12   | 1983/ 2/9   | 月光けもの谷暗殺剣 -掛川の巻-                 | 和久田正明        | 南野梅雄   | まゆ：藤川洋子、お梶：原泉、たか：片岡静香、 蟇六：市川好朗、半次郎：吉田豊明、 おきた：中條郷子、 おいね：水島美奈子、 沖ときお、真田実、 浜田雄史、美鷹健児、伊藤克美、 扇田喜久一、木村茂、小島寿、 残間軍兵衛：青木義朗                                                                                |
| 13   | 1983/ 2/16  | いのち花 わかれ盃情炎剣 -袋井の巻-            | 和久田正明        | 皆元洋之助 | 片倉新九郎： 森次晃嗣、鮫島：千波丈太郎、 加東次：北村晃一、 朽木綱条：坂口徹郎、 助五郎：出水憲司、 女中：諏訪裕子、堀内エマ、 松村真弓、長坂保、木村茂 |
| 14   | 1983/ 2/23  | 津軽恨み節孤愁剣 -天竜川の巻-                 | 鈴木生朗          | 皆元洋之助 | お冬：柿崎澄子、死神主膳：黒部進、 浅田原十郎：市原清彦、おしま：山科ゆり、 立花屋：丘路千、和助：山本一郎、源造：広瀬義宣、 お雪：志乃原良子、正吉：細川純一、 千造：下元年世、 村の娘：片岡京子、おこう：富士原睦、 おひさ：尾崎弥枝、 お俊：星野恵子、丸尾好広、松尾勝人、 伊波一夫、安芸直世、小川一郎 |
| 15   | 1983/ 3/2   | ふたり狂四郎 木枯し魔風剣 -浜松の巻-          | 石山昭信 米谷純一 | 家喜俊彦   | 水上源之進：長塚京三、美代：藤山律子、 藤江権十郎：小笠原弘、弓の浪人：中村光辰、 弓の浪人：伴勇太郎、弓の浪人：諸木淳郎、 無頼の徒：東悦次、無頼の徒：神谷昌三、 女中：大崎紀子、村上：葭川浩、 丸尾好弘、加藤正記、堀北幸夫、長坂保                                                                      |
| 16   | 1983/ 3/9   | 悪女志願！美男剣 -荒井の巻-                   | 和久田正明        | 南野梅雄   | おもん：大信田礼子、直次郎：本郷直樹、 鬼神の才蔵：草薙良一、半兵衛：大木悟郎、 おちか：近江輝子、女郎：中塚和代、 女郎：橘かおり、伊藤雅子、加茂雅幹、 阪上加図子、 大前田清仁、平井靖、 中山主税：林成年                                                                                                 |
| 17   | 1983/ 3/16  | 美女姫 身代り残忍剣 -白須賀の巻-              | 米谷純一          | 唐順棋     | 京極文麿：綿引勝彦、 八重・綾姫：小田切かおる（二役）、 楓：富田恵子、辰巳屋：中村錦司、 柳原帯刀：溝田繁、 南部唐丸：芝本正、 上田：加治春雄、伝法三千雄、 新城邦彦、京あけみ、前川恵美子、 横山直子、桐生奈知、美神有知、茜ゆき                                                                          |
| 18   | 1983/ 3/23  | 夕陽の群盗多殺剣 -土山の巻-                   | 津田幸於 米谷純一 | 家喜俊彦   | お仙：志麻いづみ、美沙：風祭ゆき、 桂木弥七郎：石山律雄、庄五郎：岩城力也、 伊十郎：五味龍太郎、妙：安部理恵、 日高久、堀北幸夫、筑波健、三笠敬子、 松山秀明、杉並良馬、中條達也、邦保、 劇団ホリホックアカデミー、 丹波の鹿蔵：亀石征一郎                                                                 |
| 19   | 1983/ 3/30  | 京洛の闇に舞う 死闘剣 -京都の巻-              | 米谷純一          | 家喜俊彦   | お淋：美雪花代、望月頼母：西沢利明、 千宗雪：岩田直二、岸和田藩家老：永野達弥、 玉生司郎、沖ときお、淡路康、 矢野裕子、東悦次、扇田喜久一、 竹村仁美、長坂保、木村茂 |